# Aenictus raptor
Aenictus raptor é uma espécie de formiga do gênero Aenictus.